# Goin' Home (Albert Ayler)
Goin' Home, conosciuto anche con il titolo Swing Low, Sweet Spiritual, è un album discografico del sassofonista jazz Albert Ayler pubblicato nel 1964 dall'etichetta Black Lion Records.

## Il disco
L'album contiene dieci tracce, ma i brani Ol' Man River, Down by the Riverside e Swing Low, Sweet Chariot, sono tutti presentati in doppia versione.
Tutte le canzoni sull'album sono brani tradizionali opera di autori anonimi ad eccezione di Ol' Man River a firma Jerome Kern e Oscar Hammerstein II. Le composizioni sono fondamentalmente canti gospel.
Il modo di suonare di Ayler rende già evidenti alcuni tratti caratteristici della sua opera. Prima di tutto, un vibrato forte in alcune incisioni, e la volontà di andare oltre i semplici schemi ritmici dettati dai canoni standard. Il fraseggio presente nella maggior parte delle registrazioni appartiene chiaramente alla scuola di John Coltrane e all'hard bop, ma in Down by the Riverside, è fortemente riscontrabile l'influenza delle sonorità di Louis Jordan.

## Tracce
Lato A
1. Goin' Home (trad.) - 4:26
2. Ol' Man River (Take 2) (Kern/Hammerstein) - 5:25
3. Down by the Riverside (trad.) - 4:39
4. Swing Low, Sweet Chariot (Take 3) (trad.) - 4:30
5. Deep River (trad.) - 4:15

Lato B
1. When the Saints go Marchin' in (trad.) - 4:12
2. Nobody Knows the Trouble I've Seen (trad.) - 4:44
3. Ol' Man River (Take 1) (Kern/Hammerstein) - 3:58
4. Swing Low, Sweet Chariot (Take 1) (trad.) - 4:49
5. Down by the Riverside (Take 5) (trad.) - 4:28

## Musicisti
- Albert Ayler – sassofono soprano, sassofono tenore
- Call Cobbs Jr. – clavicembalo elettrico
- Henry Grimes – contrabbasso
- Sunny Murray[1] – batteria

## Swing Low, Sweet Spiritual
L'etichetta discografica olandese Osmosis Records pubblicò Goin' Home con il titolo Swing Low, Sweet Spiritual (n° cat. 4001) e con una diversa scaletta dei brani.

### Tracce(Swing Low, Sweet Spiritual)
1. Goin' Home - 4:23
2. Ol' Man River (Take 2) - 5:29
3. Nobody Knows The Trouble I've Seen - 4:49
4. When The Saints Go Marching In - 4:29
5. Swing Low Sweet Spiritual - 4:30
6. Deep River - 4:15
7. Old Man River (Take 1) - 3:59

## Musicisti
- Albert Ayler – sassofono soprano, sassofono tenore
- Call Cobbs Jr. – clavicembalo elettrico
- Henry Grimes – contrabbasso
- Sunny Murray – batteria